# Bambuskuckuck
Der Bambuskuckuck (Centropus unirufus, Syn.: Pyrrhocentor unirufus) ist ein Vogel aus der Gattung der Spornkuckucke (Centropus).
Der Artzusatz kommt von lateinisch uni ‚ein, einfarbig‘ und lateinisch rufus ‚rotbraun‘. Die Art gilt als monotypisch.

## Merkmale
Diese Art ist 38 bis 42 cm groß und wiegt etwa 184 g. Das Gefieder ist rotbraun mit gelber, ungefiederter Haut um das Auge, die Iris ist hellbraun, der Schnabel grünlich mit gelber Spitze, die Füße sind schwarz. Jungvögel haben weißen Flaum auf dem Kopf und einen schwarzen Schnabel.

## Stimme
Der Ruf wird als schrilles, klagendes „kaow“ beschrieben.

## Verbreitung und Lebensraum
Der Vogel kommt auf den Philippinen auf Luzon und den benachbarten Inseln vor.
Der Lebensraum umfasst tropischen oder subtropischen feuchten Bergwald mit dichtem Unterholz, Tieflandwald mit Bambus. Die Art gilt als Standvogel.

## Gefährdungssituation
Der Bestand gilt als potentiell gefährdet (Near Threatened) aufgrund von Habitatverlust.